# Hypenetes davidsoni
Hypenetes davidsoni är en tvåvingeart som beskrevs av Artigas 1970. Hypenetes davidsoni ingår i släktet Hypenetes och familjen rovflugor. Inga underarter finns listade i Catalogue of Life.